# هالیوود در مقایسه با تاریخ
هالیوود در مقایسه با تاریخ (انگلیسی: History vs. Hollywood) یک مجموعهٔ تلویزیونی مستند آمریکایی است که از شبکهٔ هیستوری پخش می‌شود. در این برنامه با کارشناسانی دربارهٔ صحتِ تاریخیِ فیلم‌ها و سریال‌های تلویزیونی که بر اساس یک رویداد تاریخی واقعی ساخته شده‌است، گفتگوها می‌شود و از آنها می‌پرسند فیلم‌نامه و روایت مورد نظر، تا چه اندازه مبتنی بر واقعیت‌های تاریخی است. به عنوان مثال، در یکی از قسمت‌های این برنامه که دربارهٔ فیلم آخرین سامورایی بود (دسامبر ۲۰۰۳)، از میهمان برنامه جافری واورو که استاد تاریخ نظامی دانشگاه نورث تگزاس است، خواستند که فیلم‌نامه را با آنچه در واقعیت رخ داده مقایسه و دربارهٔ آن توضیح دهد.
این مستند تلویزیونی نخستین بار در سال ۱۹۹۹ منتشر شد و به صورت نیمه منظم تولید و پخش می‌شد و دست‌کم تا سال ۲۰۰۵ پخش آن ادامه داشت. اگرچه این برنامه‌های یک ساعته برای پخش در تلویزیون ساخته می‌شد، اما بیشتر قسمت‌های آن با فیلم ۳۵ میلی‌متری فیلمبرداری شده بودند.